# Cecidonius
Genre
Espèce
Cecidonius est un genre monotypique de lépidoptères (papillons) de la famille des Cecidosidae, uniquement représenté par l'espèce Cecidonius pampeanus.

## Classification
L'espèce a été décrite en 2017 par l'entomologiste brésilien Gilson Rudinei Pires Moreira (d) et l'entomologiste chilienne Gislene Lopes Gonçalves (d). Son épithète spécifique, pampeanus, fait référence à la pampa où elle a été découverte.

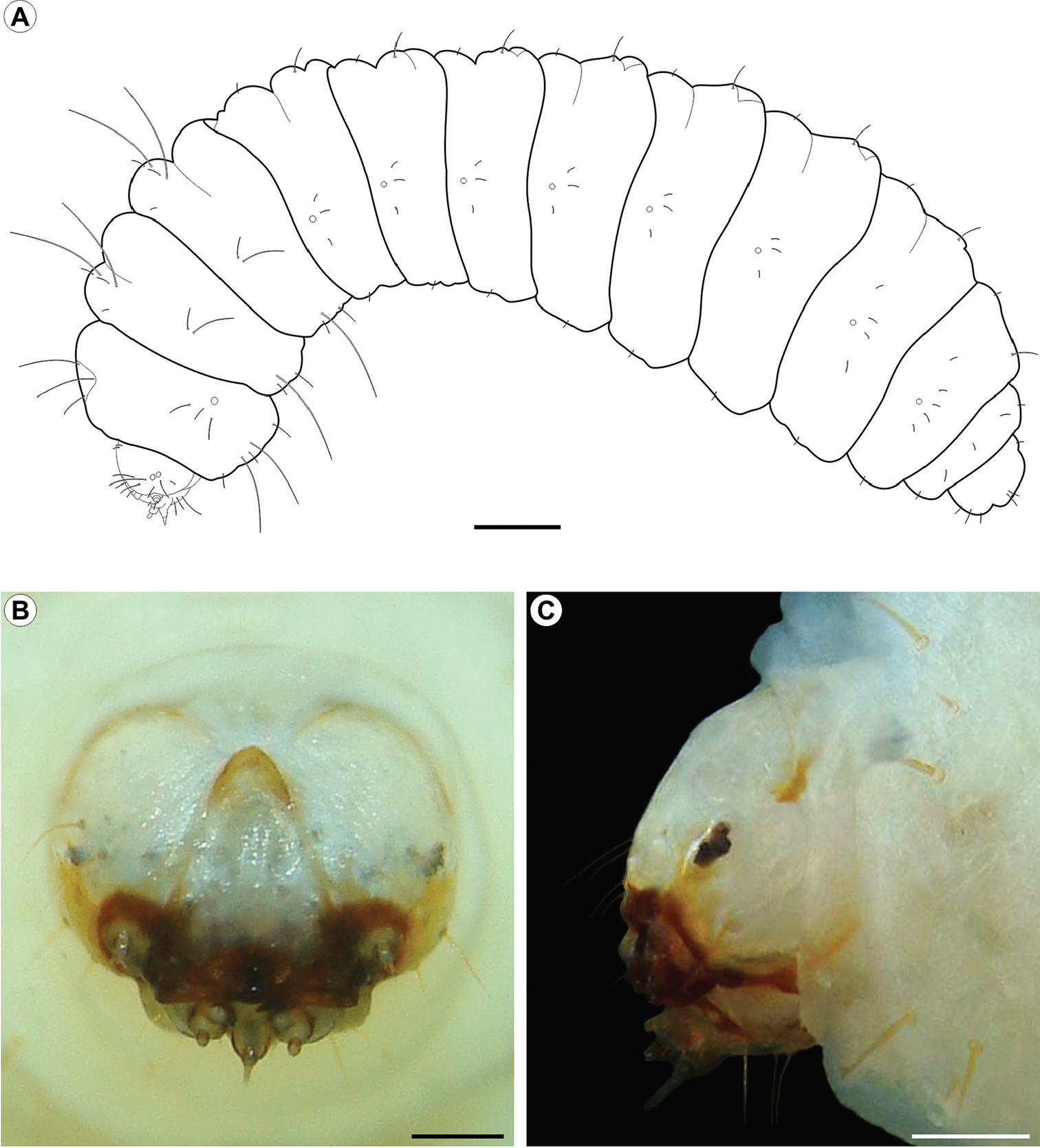
Larve de Cecidonius pampeanus.
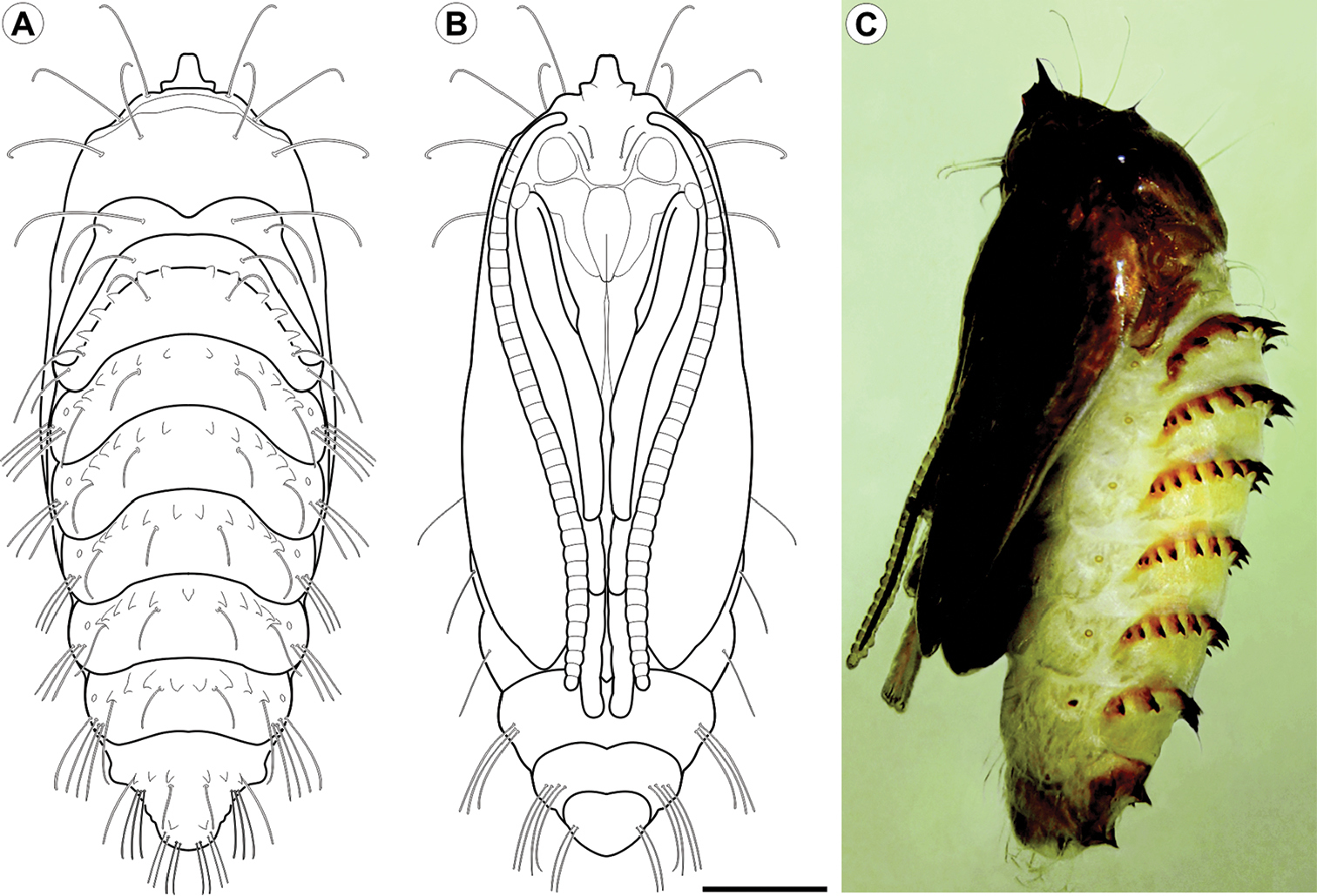
Pupe de Cecidonius pampeanus.

## Publication originale
- [Moreira et al. 2017] (en) Gilson Rudinei Pires Moreira, Rodrigo P. Eltz, Ramoim Beledelli Pase, Gabriela Thomaz da Silva, Sérgio Augusto de Loreto Bordignon, Wolfram Mey et Gislene Lopes Gonçalves, « Cecidonius pampeanus, gen. et sp. n.: an overlooked and rare, new gall-inducing micromoth associated with Schinus in southern Brazil (Lepidoptera, Cecidosidae) », ZooKeys, Sofia, Pensoft Publishers (d), vol. 695, no 695,‎ 4 septembre 2017, p. 37-74 (ISSN 1313-2989 et 1313-2970, OCLC 248547717, PMID 29134006, PMCID 5673834, DOI 10.3897/ZOOKEYS.695.13320, lire en ligne). .